# Droga do Chrystusa
Droga do Chrystusa (ang. Steps to Christ – dosł. Kroki do Chrystusa) – najpopularniejsza książka autorstwa Ellen G. White, znajdująca się w czołówce światowych bestsellerów. Jest to pozycja ewangelizacyjna, wzywająca do nawiązania z Bogiem szczególnej przyjaźni i przyjęcia Jezusa Chrystusa jako osobistego Pana i Zbawiciela. Omawia również podstawy relacji człowieka z Bogiem i zasadnicze elementy życia chrześcijańskiego, jak modlitwa, czy miłość.
Droga do Chrystusa została wydana po raz pierwszy w 1892 r. przez Fleming H. Revell Company, Chicago, Nowy Jork (Publishers of Evangelical Literature). Pierwsze wydanie nieznacznie różni się od wydań późniejszych, które zostały poszerzone o nowe rozdziały i uzupełnione. Książka przetłumaczona została dotychczas na 140 języków świata, co czyni z jej autorki kobietę, której dzieła są przetłumaczone na największą liczbę języków. Droga do Chrystusa jest najliczniej wydawaną książką Ellen G. White. W języku polskim została opublikowana po raz pierwszy w 1895 r.

## Treść
- Miłość Boża
- Chrystus potrzebą grzeszników
- Nawrócenie
- Wyznanie grzechów
- Oddanie się Bogu
- Wiara i przyjęcie
- Sprawdzian uczniostwa
- Wzrost
- Praca i życie
- Poznanie Boga
- Przywilej modlitwy
- Co zrobić z wątpliwościami?
- Radość w Panu

## Wydania w języku polskim

### Standardowe
- Droga do Chrystusa, Hamburg 1895
- Droga do Chrystusa, Hamburg 1899
- Droga do Chrystusa, Hamburg 1907
- Droga do Chrystusa, Hamburg 1908
- Droga do Chrystusa, Hamburg 1913
- Droga do Chrystusa, Hamburg 1916
- Droga do Chrystusa, Hamburg 1920
- Droga do Chrystusa, Kraków 1947 (Wydawnictwo „Znaki Czasu”)
- Droga do Chrystusa, Warszawa 1969 (Wydawnictwo „Znaki Czasu”)
- Droga do Chrystusa, Warszawa 1977 (Wydawnictwo „Znaki Czasu”)
- Droga do Chrystusa, Warszawa 1981 (Wydawnictwo „Znaki Czasu”)
- Droga do Chrystusa, Warszawa 1981 (Wydawnictwo „Znaki Czasu”) – drugie wydanie tego roku
- Droga do Chrystusa, Warszawa 1983 (Wydawnictwo „Znaki Czasu”)
- Droga do Chrystusa, Warszawa 1988 (Wydawnictwo „Znaki Czasu”)
- Droga do Chrystusa, Warszawa 1989 (Wydawnictwo „Znaki Czasu”)
- Droga do Chrystusa, Warszawa 1991 (Wydawnictwo „Znaki Czasu”)

### Inne
- Kroki do Chrystusa, 1998 (Hope International) – nowy przekład Andreasa Matuszaka
- Droga do Chrystusa, wydanie dla młodzieży, Warszawa 2000 (Chrześcijański Instytut Wydawniczy „Znaki Czasu”) – poszerzone o dodatkowe opowiadania, pytania, zadania i studium biblijne.
- Kroki do Chrystusa, 2002 (Prawda na Czas Obecny) – jedyne wydanie w języku polskim opracowane na podstawie pierwszego wydania książki z 1892 r. bez późniejszych uzupełnień.
- Droga do Chrystusa. Wolność od obaw, strachu i winy, 2003 (Wydawnictwo „ORION plus”) ISBN 83-915461-3-6 – nowy przekład, wydanie kolorowe wydane na kredowym papierze z licznymi ilustracjami i zdjęciami.